# Cascadas del Toja
Las cascadas o cataratas del Toja (en gallego, Fervenzas do Toxa) están situadas en el término municipal de Silleda, en Galicia, España. Son las cascadas más altas de Galicia en caída libre, y unas de las más altas de España.

## Situación
Se sitúan poco antes de la desembocadura del río Toja en el río Deza, a 40 km de la capital compostelana.